# Kaija Saariaho
Kaija Anneli Saariaho, née Laakkonen le 14 octobre 1952 à Helsinki et morte le 2 juin 2023 à Paris, est une compositrice contemporaine finlandaise. Installée en France en 1982, elle est influencée par la musique spectrale et développe son propre style musical en employant des dispositifs électroniques comme partie intégrante de ses compositions.
Elle travaille à l'IRCAM pendant plusieurs années et est reconnue pour ses ouvrages de musique de chambre autour du violoncelle ainsi que pour ses opéras. D'envergure internationale, elle est élue à l'Académie des beaux-arts en 2022.

## Biographie

### Jeunesse et formation
Née en octobre 1952 à Helsinki, sous le nom de Kaija Laakkonen, Kaija Saariaho grandit dans une famille sans rapport avec la musique : son père a renoncé à un parcours artistique dans les arts visuels après avoir perdu un œil pendant la Seconde Guerre mondiale et a fondé une entreprise d'abris antiatomiques, et sa mère a quitté l'école à 14 ans, a passé un brevet de pilote d'avion,, puis est devenue une femme au foyer. Elle commence à apprendre la musique à partir de l'âge de 6 ans à l'école, avec comme instruments le violon, le piano et l'orgue. En parallèle, elle découvre le monde de musique seule dans sa jeune dizaine d'années, en allant à des concerts de musique classique et achetant des disques. Vers l'âge de treize ans, après avoir un peu exploré le piano, elle apprend la guitare. Elle s'oriente vers l'académie des beaux-arts d'Helsinki pour y étudier la peinture et le dessin, afin de respecter le choix de son père, tout en ayant la volonté de devenir compositrice. Elle s'en va et se marie à l'âge de dix-huit ans avec un architecte qui lui donne le nom de Saariaho. Ils se séparent au bout d'un an, mais elle conserve son nom.
Elle décide d'étudier sérieusement la musique en 1976, et entre à l'Académie Sibelius de Helsinki, dans la classe de Paavo Heininen. Son enseignement est rude, mais Kaija Saariaho le reconnaît comme essentiel, lui permettant notamment de lever un blocage sur son expression musicale. Elle participe à des rencontres entre jeunes compositeurs : ils constituent un groupe qu'ils appellent Korvat auki (fi) (« oreilles ouvertes » en finnois), qui comprend entre autres Magnus Lindberg, Jouni Kaipainen, Jukka Tiensuu et Esa-Pekka Salonen. Ce dernier la suivra par la suite tout en dirigeant de nombreux projets musicaux, conduisant beaucoup des premières des œuvres de la compositrice.
En 1980, Saariaho se rend à Darmstadt et y découvre l'école spectrale française, en particulier la musique de Tristan Murail et de Gérard Grisey, ce qui a été pour elle une vraie révélation. Elle termine ses études à l'académie Sibelius en 1981. Elle quitte ensuite la Finlande pour étudier à Fribourg-en-Brisgau, auprès de Brian Ferneyhough et Klaus Huber, pendant deux ans, puis à l'IRCAM à Paris, pour se former à l'informatique musicale. Elle vit à Paris de 1982 jusqu'à sa mort.

### Carrière

#### Débuts
À partir du milieu des années 1980, les travaux de Kaija Saariaho commencent à être reconnus et critiqués positivement en Europe et aux États-Unis, ce qui lui permet d'obtenir des commandes régulières et importantes : Lichtbogen, créée en 1986, est une commande du ministère français de la Culture. Cet ouvrage marque un premier pivot dans l'évolution artistique de la compositrice. Inspirée par une aurore boréale, Kaija Saariaho explore l'effet de manière électronique l'effet que produit un archet sur un violoncelle, et collabore avec le violoncelliste finlandais Anssi Karttunen.
Elle compose Io (1987), une commande de l'IRCAM, puis Nymphéa, créée en 1987, une commande du Lincoln Center, et Stilleben (1987-88) est une commande de la Finnish Broadcasting Company. Elle reçoit ensuite de nombreux prix : Prix Italia en 1988, le William Hansen Award en 1988 et le Prix Ars Electronica en 1989 notamment. Ses succès lui permettent de continuer à bénéficier d'une allocation de l'État Finlandais jusqu'en 1992. Elle est le sujet en 1999 d'un projet collaboratif paneuropéen dans la création d'un cédérom Prisma, centré autour de son œuvre.

#### Succès et évolution

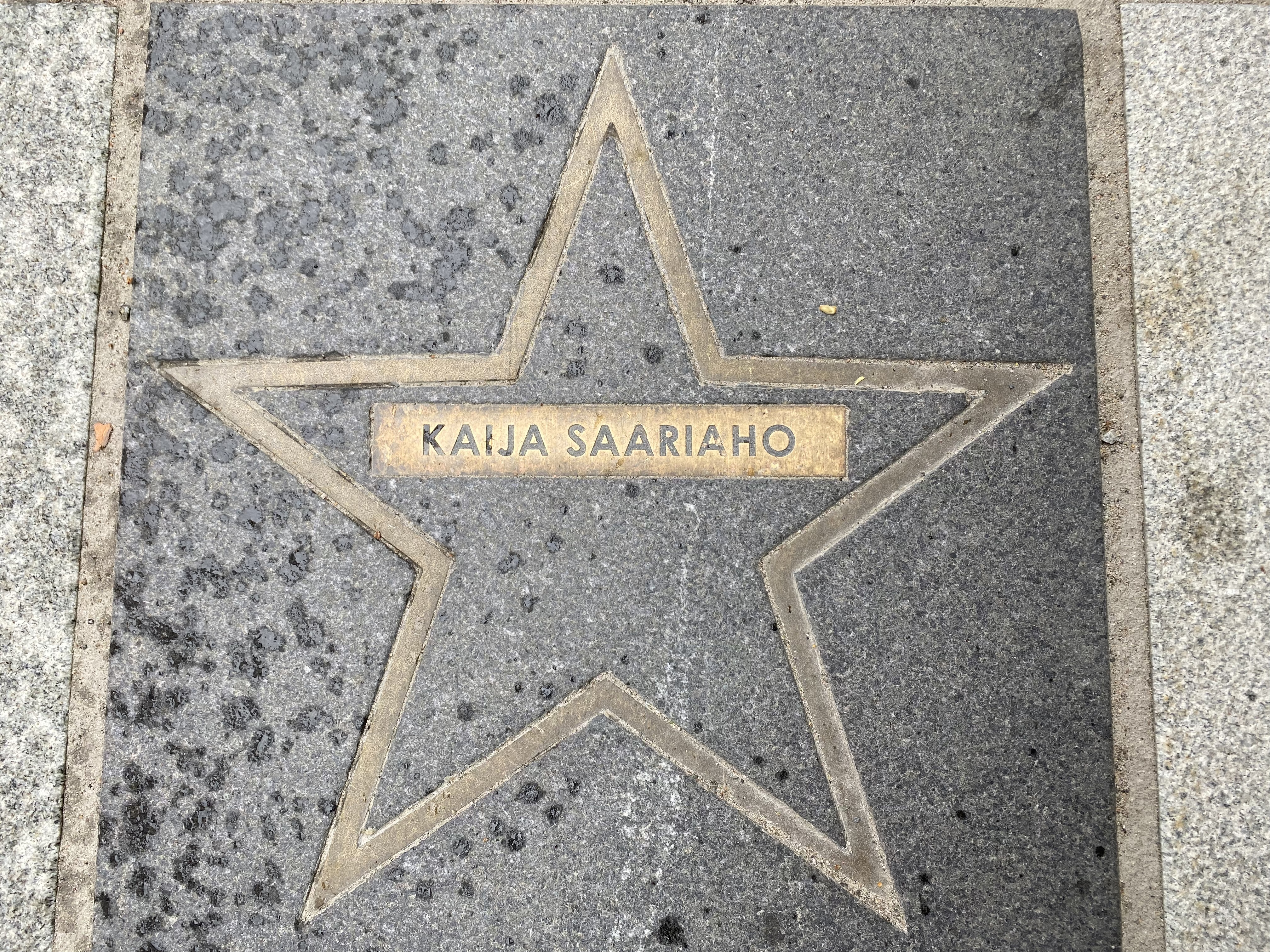
Étoile de Kaija Saariaho à Åkerlundinkatu.

La compositrice collabore à plusieurs reprises avec la soprano américaine Dawn Upshaw, à partir du moment où elle l'entend chanter dans une production de Saint François d'Assise d'Oliver Messiaen. Ainsi, elle compose pour Dawn Upshaw et sa voix Château de l'âme et Lohn, créés en 1996 par la chanteuse. Kaija Saariaho lui fera également confiance pour le rôle de Clémence dans la création en 2000 de son opéra L'Amour de loin. À partir de ce moment-là, la compositrice va régulièrement collaborer avec le librettiste de cet opéra, l'écrivain franco-libanais Amin Maalouf, ainsi que son metteur en scène, Peter Sellars. Ce trio va créer plusieurs autres opéras de la compositrice dans les deux décennies qui suivent. Cet opéra marque un tournant dans sa carrière de compositrice : L'Amour de loin est l'élément déclencheur mettant Kaija Saariaho sur le premier plan des compositeurs contemporain et permet à sa musique d'être jouée fréquemment à l'international.
Elle reçoit la même année une récompense pour son ouvrage Lonh ainsi que le Prix de l'Académie Charles Cros pour son disque Prisma qui regroupe son œuvre jusqu'au tournant du millénaire. Durant les quelques années qui suivent, sa musique est jouée par des grands orchestres internationaux tels que l'Orchestre de Paris, le Boston Symphony ou le BBC Symphony, elle reçoit en 2003 un Grawemeyer Award pour L'Amour de loin et se voit très bien accueillie quand elle retourne dans son pays d'origine en recevant un doctorat honorifique par les Universités d'Helsinki et de Turku.
Elle est compositrice en résidence du conservatoire à rayonnement régional de Strasbourg et du Festival Musica en 2005.
En 2022, Kaija Saariaho est élue à l'Académie des Beaux-Arts, au titre de membre associé étranger (fauteuil II). A l'occasion de son 70e anniversaire, la compositrice est l'invitée d'honneur du festival Musica à Strasbourg en septembre de la même année.
Elle meurt le 2 juin 2023 des suites d'un cancer cérébral,, à son domicile dans le 8e arrondissement de Paris.

## Œuvre

### Musique électronique
Une des spécificités de la musique de Kaija Saariaho est son emploi de l'électronique, qu'elle apprend pendant son cursus à l'IRCAM. Durant cette période, la compositrice explore de manière intensives les potentiels rapports entre musique et électronique et travaille abondamment avec des ordinateurs. À des fins de modulation des sons, d'amplification ou résonance, la musique s'en trouve affectée ainsi que le rendu général. Elle travaille régulièrement avec son conjoint Jean-Baptiste Barrière, compositeur français spécialiste de l'informatique musicale, qui met au point avec elle les dispositifs nécessaires au travail du son. En 1988, Kaija Saariaho compose Du Cristal... qui correspond à sa première œuvre orchestrale majeure, ainsi qu'à un point culminant de sa recherche spécifique du timbre en combinaison avec l'électronique.

### Opéras

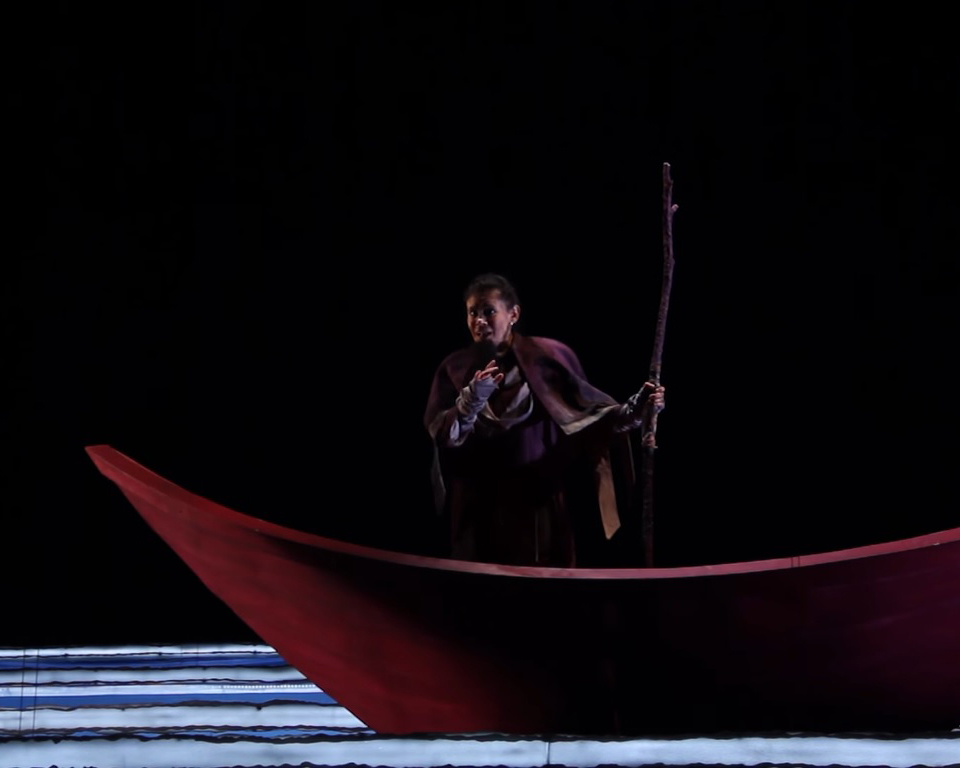
Extrait d'une représentation de L'Amour de loin mis en scène par Robert Lepage à l'opéra au Mexique.

Kaija Saariaho, jusqu'au moment son premier ouvrage du genre, intègre régulièrement des parties pour voix dans ses ouvrages. Que ce soit dans Lohn ou dans Oltra Mar, créé en 1999, le chant est partie intégrante de la partition et amène naturellement la compositrice vers la composition du genre lyrique. Elle est l'autrice de cinq opéras :
Après le succès en 1996 de Château de l'âme au Festival de Salzbourg, son directeur Gerard Mortier propose à la compositrice de composer un opéra ; celle-ci réfléchit justement depuis le début des années 1990 à écrire un ouvrage de ce genre. L'Amour de loin est créé en 2000 à Salzbourg, écrit par le librettiste franco-libanais Amin Maalouf, avec le metteur en scène américain Peter Sellars et le chef d'orchestre finlandais Esa-Pekka Salonen. Cet opéra est considéré comme un grand succès pour la compositrice : il a été décrit par The New York Times comme « Best New Work of the Year 2000 » (meilleure nouvelle œuvre de l'an 2000).
Adriana Mater, son second opéra, est créé en 2006 à Paris, où la même équipe a collaboré. Émilie est créé en 2010, sur un livret d'Amin Maalouf et une mise en scène de François Girard, par l'Opéra national de Lyon dirigé par Kazushi Ōno. Only the sound remains, créé en 2016 à Amsterdam, est composé d'après deux pièces de théâtre nô. Innocence, composé sur un livret de Sofi Oksanen et Aleksi Barrière, créé en 2021 au Festival d'Aix-en-Provence, est ressenti comme un choc et un chef-d'œuvre pour la critique,. Il est également très apprécié par le public, aussi bien pour sa musique que pour la force de l'histoire qui est mise en scène,. Elle reçoit pour cet opéra le prix « compositeur » des Victoires de la musique classique de l'année 2022.

### Musique vocale
Le travail de Kaija Saariaho est parcouru de travaux sur le chant et la voix ; ses premiers pas dans la composition sont des pièces vocales. Hormis les opéras, la compositrice s'attache depuis très tôt dans sa carrière à rendre l'appareil vocal dans ses partitions. Lonh et Oltra Mar, bien que des ouvrages préparatoires à l'opéra L'Amour de loin, sont témoins de l'exploration de ce médium dans sa musique. Lonh implique une voix soprano et un dispositif électronique qui enrobe la voix ; celle-ci est enveloppé au sein dans un espace musical électronique qui soutient la chanteuse. Ici, l'environnement sonore consiste en parties enregistrés et diffusés de poèmes lus en langue occitane, français et anglais, avec des sons de cloches notamment. Cette spatialisation du son permise par l'électronique met en avant le chant, qui est de plus amplifié par un système d'enregistrement en direct.
En 2006, Kaija Saariaho compose un oratorio intitulé La Passion de Simone, qui raconte l'histoire de Simone Weil, philosophe française sous l'Occupation. Créé en 2007 à Vienne, l'ouvrage est repris à Londres, Helsinki et Stockholm.

## Langage musical

### Influences

#### Musique spectrale

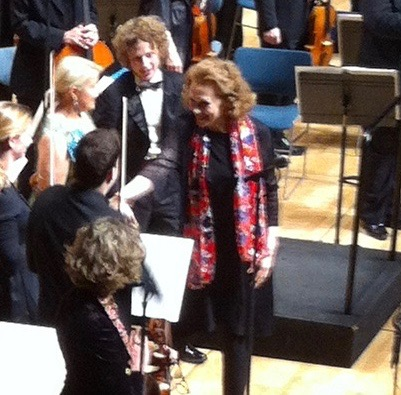
Kaija Saariaho à la cité de la musique en 2013.

Kaija Saariaho est très influencée par la musique spectrale. Petals, pour violoncelle solo ou avec électronique, illustre parfaitement cette forme de musique travaillant sur la matière même du son. Nombre de ses pièces utilisent des ressources électroniques en plus des instruments traditionnels, à l'exemple de Nymphéa (Jardin secret III, 1987), pour quatuor à cordes et électronique en direct.
Kaija Saariaho a beaucoup écrit pour le violoncelle, et l'utilise de manière novatrice, en jouant notamment sur la texture de l'instrument grâce à l'électronique et à des techniques de jeu inventives (variations de pression et d'inclinaison de l'archet...) comme dans son œuvre concertante Amers, qui combine à la fois les modes de jeu du violoncelle et l'électronique autour d'un simple trille. Sa proximité avec le violoncelliste finlandais Anssi Karttunen, qui a créé plusieurs de ses œuvres, a sans doute contribué au développement du travail de Kaija Saariaho sur le violoncelle.

Elle dit elle-même : 
« Le violoncelle est mon instrument préféré, c'est du moins ce que je crois parce que j'y reviens régulièrement. Qu'il existe des violoncellistes remarquables qui ont toujours été prêts à coopérer avec moi n'a pu que contribuer à cet état de fait. Kaija Saariaho, Paris 2005 »

### Influences extra-musicales
Le cinéma et la littérature sont également des sources d'inspiration pour Saariaho. Le cinéma pour le travail sur le temps, les idées formelles et le traitement du matériau. Elle cite en particulier Andrei Tarkovsky, pour son utilisation du noir et blanc, l'utilisation de poèmes et d'éléments naturels. Le film qui l'a le plus inspirée est Stalker,. Elle insère dans sa composition Nymphéa le poème d'Arseni Tarkovski présent dans le film, et elle ira visiter en 2000 l'usine qui a servi au tournage à Tallin. Elle cite également le film Dans la ville blanche, du réalisateur Alain Tanner.
La littérature est plus une forme d'inspiration intuitive, dans laquelle elle ne puise pas d'idées formelles. Plus généralement, la compositrice est souvent inspirée par une émotion ou un sentiment ressenti au contact d'une autre œuvre d'art, un effet visuel ou un parfum. Pour son quatuor Nymphéa, elle est inspirée par Les Nymphéas de Claude Monet, mais aussi par les images visuelles de la forme, de la couleur et de la symétrie de la plante et de ses déformations lors de ses déplacements sur l'eau.

## Accueil
Saariaho est claire sur le fait qu'elle ne souhaite pas que son sexe soit un sujet et encore moins que son travail soit considéré comme « féminin ». Toutefois cela est systématiquement évoqué, en particulier au début de sa carrière, les commentaires relevant l'exception féminine dans un environnement très masculin. Par ailleurs selon la chercheuse finlandaise Pirkko Moisala, son travail avec l'électronique serait moins pris au sérieux du fait qu'elle soit une femme.
Bien que la Finlande possède un système reconnu comme parmi les plus égalitaires,, il reste marqué par de grandes figures paternelles, comme Joonas Kokkonen pour la composition, ce qui rend l'identification difficile pour les femmes. Saariaho attribue cela à l'influence de la mythologie finnoise et en particulier à l'identification à un héros masculin comme Väinämöinen[pertinence contestée].
Ces remarques auront tendance à disparaître avec la venue du succès et de la reconnaissance de ses compositions. Toutefois, le chercheur Tim Howell s'étonne du temps qu'il aura fallu pour que cette reconnaissance devienne indépendante de son statut de femme compositrice finlandaise.

## Quelques œuvres
- Yellows, pour percussions (1981)
- Verblendungen, pour ensemble (1984)
- Jardin secret I, pour bande (1985)
- Lichtbogen, pour ensemble (1986)
- Jardin secret II, pour clavecin et bande (1986)
- Io, pour ensemble et électronique (1987)
- Nymphéa, pour quatuor à cordes et électronique (1987)
- Stilleben, pièce radiophonique (1988)
- Petals, pour violoncelle et électronique (1988)
- Oi Kuu, pour clarinette basse et violoncelle (1990)
- Du Cristal......à la Fumée, deux parties, grand orchestre (1990 et 1991)
- Amers, pour violoncelle, ensemble et électronique (1992)
- NoaNoa, pour flûte et électronique (1992)
- Près, pour violoncelle et électronique (1992)
- Six Japanese Gardens, pour percussion et électronique (1993)
- Solar, pour ensemble (1994)
- Nocturne, pour violon seul (1994)
- Folia, pour contrebasse et électronique (1995)
- Graal théâtre, concerto pour violon et orchestre (1995)
- Château de l'âme, pour soprano, orchestre et chœur (1996)
- Lonh, pour voix et électronique (1996)
- Spins and Spells, pour violoncelle (1997)
- Oltra Mar, pour orchestre et chœur (1999)
- L'Amour de loin, opéra (2000)
- Sept Papillons, pour violoncelle seul (2000)
- Nymphea Reflection pour orchestre (2001)
- Quatre Instants, pour orchestre et soprano
- Orion, pour orchestre (2002)
- Adriana Mater, opéra (2005)
- La Passion de Simone, oratorio (2006)
- Notes on Light, concerto pour violoncelle et orchestre (2006)
- Terra Memoria, pour quatuor à cordes (2006)
- Mirage pour soprano, violoncelle et orchestre (2007)
- Émilie, opéra (2010)
- D'OM LE VRAI SENS, concerto pour clarinette (2010)
- Forty Heartbeats, œuvre de 3 minutes (2014)
- Maan varjot, pour orgue et orchestre (2014)
- Trans, pour harpe et orchestre (2015)
- Only the Sound Remains, opéra (2016)
- Innocence, opéra (2021)

## Décorations
- Chevalière de l'ordre des Arts et des Lettres (1997)[38]
- Médaille Pro Finlandia de l’ordre du Lion (2005)[38]
- Chevalière de l'ordre national du Mérite (2006)[38]
- Commandeure de l'ordre des Arts et des Lettres (2013)[38]
- Commandeure de première classe de l’ordre du Lion (2017)[39]

## Prix et distinctions
- Prix de la musique de Kranichstein (de) (1986)[40]
- Prix Italia 1988
- Prix Ars Electronica (1989)
- Grawemeyer Award pour L'amour de loin (2003)
- Distinction « Musicien de l'année 2008 » (Musician of the Year 2008) annoncée par Musical America, en tant que « faisant partie des rares compositeurs contemporains ayant atteint l'admiration publique aussi bien que le respect universel de la critique » ("among the few contemporary composers to achieve public acclaim as well as universal critical respect")
- Prix Nemmers en composition musicale (2008)
- Prix Sibelius de Wihuri, (2009)
- Léonie Sonning Music Award (2011)[41]
- Grammy Award du meilleur enregistrement d'opéra (pour L'Amour de loin) (2011)[3]
- Prix Polar Music (2013)
- Prix Frontières de la connaissance de la Fondation BBVA (2017)
- Lion d'or de la Biennale musicale de Venise (2021)[42]
- Victoire de la musique classique, dans la catégorie « compositeur » (2022)[26]

## Hommages
En 2024, son nom est donné à un salon de l'Opéra Bastille.